# 杉山晃 (スペイン文学者)
杉山 晃（すぎやま あきら、1950年-）は、ラテンアメリカ文学者。清泉女子大学学長(2014-2018)、清泉女子大学理事長。
ペルー・リマ市生まれ、1973年東京外国語大学スペイン語科卒業、1977年同大学院修士課程修了。1998年スペインUNED博士課程修了。

## 著書
- 『南のざわめき ラテンアメリカ文学のロードワーク』（現代企画室、1994）
- Las lecturas del detective Pedro（『探偵ペドロの優雅な日々』）（第三書房、1999）
- 『ラテンアメリカ文学バザール』（現代企画室、2000）

## 訳書
- フアン・ルルフォ『ペドロ・パラモ』、増田義郎共訳（岩波書店、1979／岩波文庫、1992）
- オネッティ『はかない人生・井戸・ハコボと他者　ラテンアメリカの文学5』（集英社、1984）- 後者2作を担当（他は鼓直訳）
- マリオ・バルガス・リョサ『都会と犬ども』（新潮社、1987、新版2010）
- レイナルド・アレナス『めくるめく世界』、鼓直共訳（国書刊行会 文学の冒険、1989）
- フアン・ルルフォ『燃える平原』（書肆風の薔薇(水声社) 叢書アンデスの風、1990／岩波文庫、2018）
- ペドロ・アルモドバル『パティ・ディプーサ』（水声社、1992）
- ホセ・マリア・アルゲダス『深い川』（現代企画室、1993）
- ホセ・マリア・アルゲダス『ヤワル・フィエスタ (血の祭り)』（現代企画室、1998）
- ルイス・セプルベダ『センチメンタルな殺し屋』（現代企画室、1999）
- ペドロ・アルモドバル『オール・アバウト・マイ・マザー』（現代企画室、2000）
- ロドリゴ・レイローサ『その時は殺され…』（現代企画室、2000）
- ロドリゴ・レイローサ『船の救世主』（現代企画室、2000）
- ロドリゴ・レイローサ『アフリカの海岸』（現代企画室、2001）
- ホセ・マリア・アルゲダス『アルゲダス短編集』（彩流社、2003）
- ホセ・マリア・アルゲダス『ダイヤモンドと火打ち石』（彩流社、2005）
- Misceláneas primaverales (Los sueños de diez noches) Natsume Soseki(夏目漱石) (Satori Ediciones, Gijón, 2013)
- Juventud, Mori Ogai(森鴎外) (traducción con Sally Battan, Satori Ediciones, Gijón, 2021) - 各・スペイン語訳